# Gli uomini della terra dimenticata dal tempo
Gli uomini della terra dimenticata dal tempo (The People That Time Forgot) è un film del 1977 diretto da Kevin Connor. È una pellicola di genere avventuroso a sfondo fantastico-fantascientifico e costituisce il seguito de La terra dimenticata dal tempo del 1975.
Il soggetto del film è tratto dai romanzi brevi The People that Time Forgot e Time's Abyss del 1918, scritti da Edgar Rice Burroughs sul tema del mondo perduto.

## Trama
L'esploratore Ben McBride guida una spedizione per soccorrere un amico, disperso mentre si trovava vicino al Polo. Fanno parte dell'equipaggio un paleontologo, una ricca donna, un giornalista e un tecnico meccanico. Il gruppo si avventura in nave ma a un certo punto viene bloccato da uno pterodattilo ed è costretto a fermarsi, approdando in una città. Qui McBride salva una ragazza indigena, dalla quale viene anche a sapere che il suo amico è ancora vivo, ma è prigioniero di una tribù che pratica il sacrificio umano.